# 르네 뒤베르제

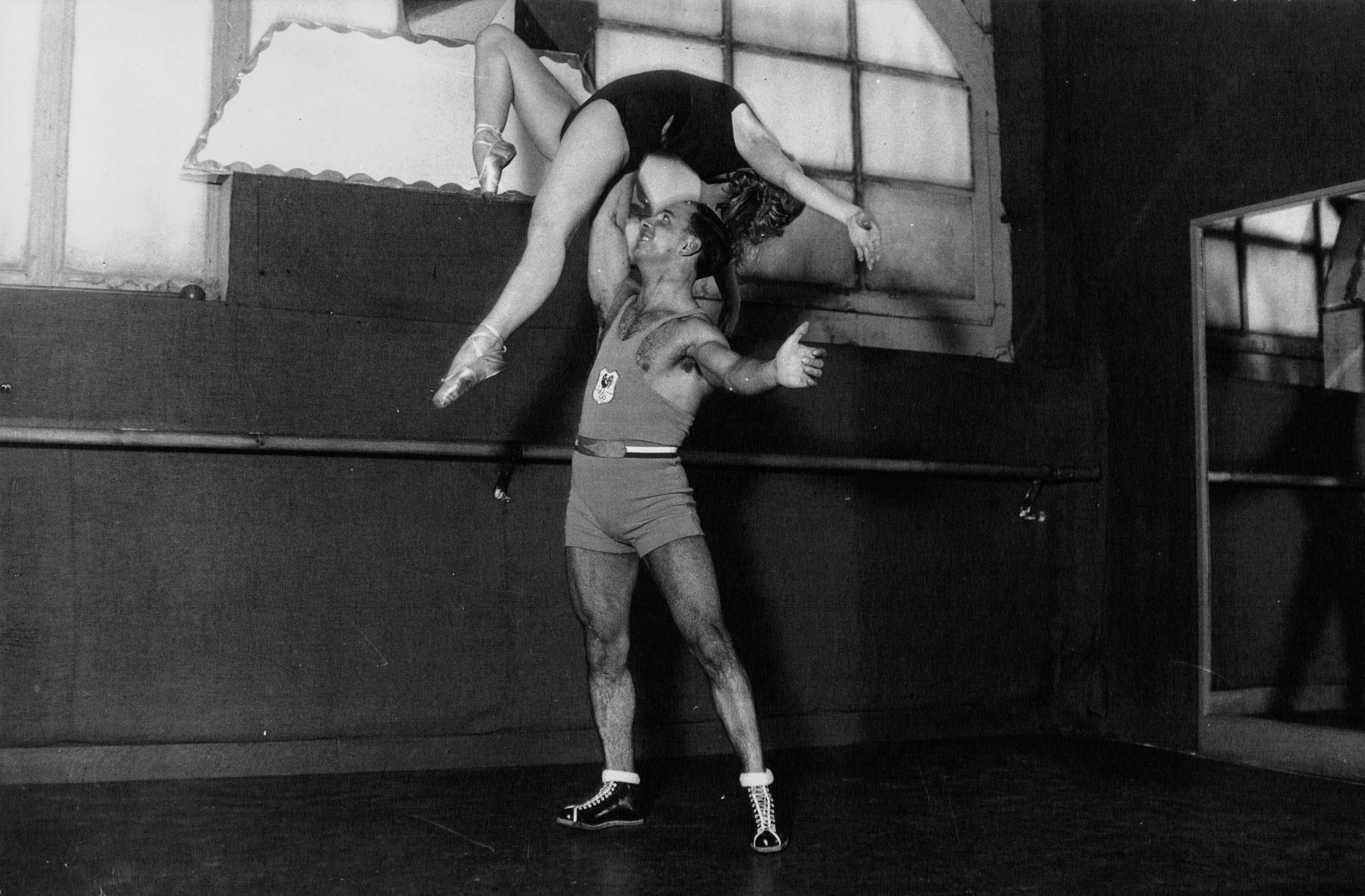

르네 뒤베르제(프랑스어: René Duverger, 1911년 1월 30일 ~ 1983년 8월 16일)는 프랑스의 역도 선수였다.
파리에서 자란 뒤베르제는 1927년에 역도를 시작하였다. 그는 1932년 로스앤젤레스 올림픽에 나가 67.5 kg 부문에서 금메달을 획득하였다.